# Платонов, Харитон Платонович
Харито́н Плато́нович Плато́нов (1842[…], Мологский уезд, Ярославская губерния — 5 [18] сентября 1907, Киев) — русский жанровый живописец, педагог, академик Императорской Академии художеств.

## Биография

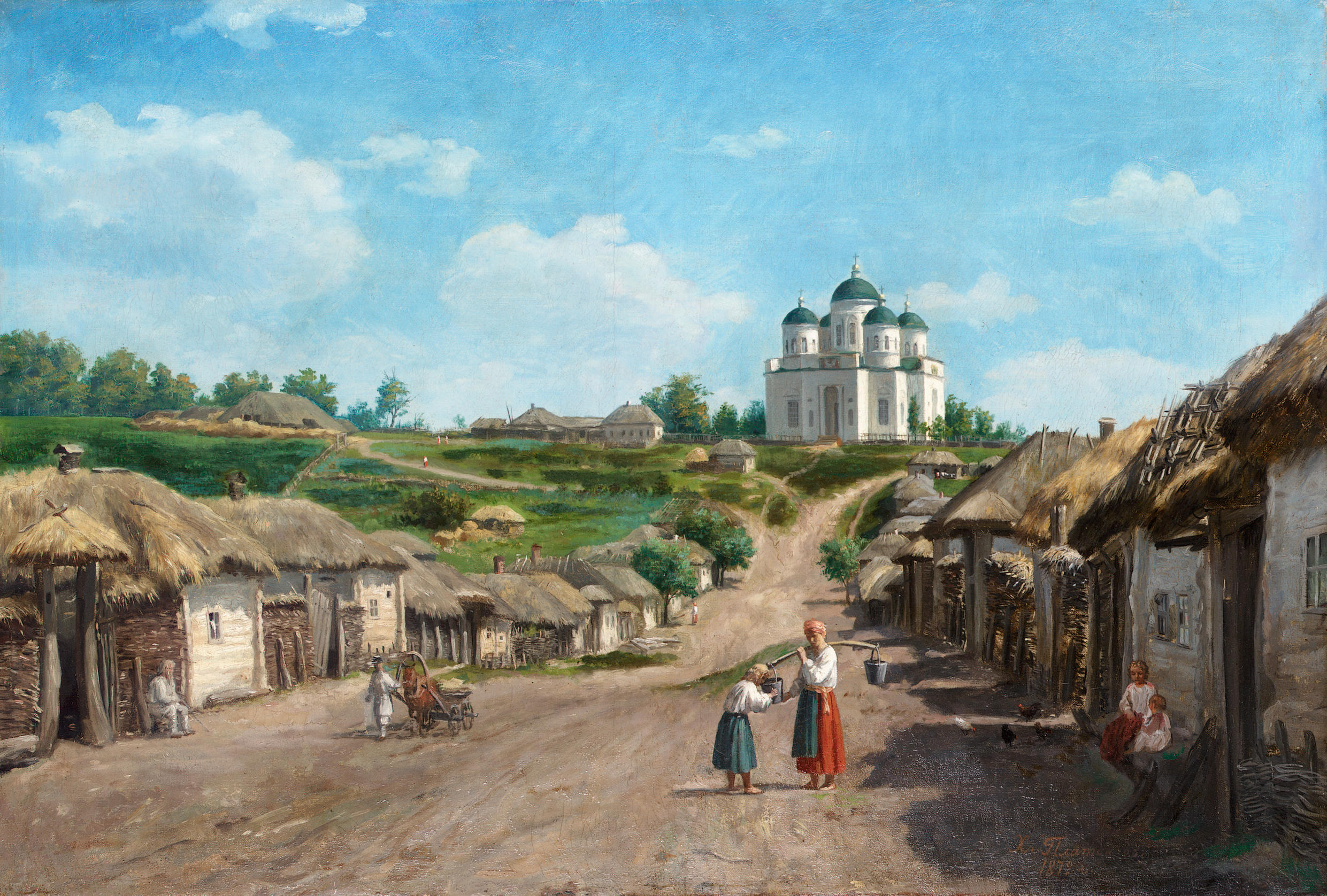
«Деревенский пейзаж с церковью», (1872), холст, масло — частное собрание.

Харитон Платонович Платонов родился в 1842 году в селе Ворона Мологского уезда в крестьянской семье.
С 1859 по 1870 год прошёл обучение в Императорской Академии художеств. Награждался медалями Академии «За успех в рисовании» — в 1862 году малой серебряной, 1863 — большой серебряной, в 1867 снова малой серебряной.
В 1870 году выпустился из Академии, с получением звания классного художника третьей степени и был направлен преподавателем в Царскосельское уездное училище.
За картину «Лакомка» и этюд «Голова крестьянина Курской губернии», выставленные на академической выставке 1872 года, получает звание классного художника второй степени.
В 1878 году за картину «Мальчик болгарин» получает золотую медаль Совета Императорской Академии художеств имени А. Ф. Ржевской и Н. А. Демидова «За экспрессию», в 1883 звание классного художника первой степени, а в 1893 году звание академика Императорской академии художеств.
В 1877 году переехал в Киев. На протяжении двадцати лет преподавал живопись в Киевской рисовальной школе Н. И. Мурашко, затем в учреждённом в 1901 году на основе школы Киевском художественном училище.
Среди его учеников — жанровый живописец Н. К. Пимоненко, художники Н. Г. Бурачек, М. И. Жук.
Экспонент XXXI и XXXII выставок Товарищества передвижных художественных выставок.
Постоянный участник выставок Императорской Академии художеств — в 1886 и 1887 году в Одессе, в 1887 в Харькове и Екатеринбурге с картиной «Каскадная пеница», в 1888 году в Риге, 1888—1889 в Киеве с картиной «Купите ягод!», в 1889 году в Казани с картинами «Наймичка» и «Оксана».
Картину «Жидовочка» в 1889 году приобрёл для своей коллекции И. А. Вышнеградский.
|                 | Излюбленный сюжет Харитона Платонова — типы молодых девушек с выражением элегического настроения. |
| Ф. И. Булгаков. |                                                                                                   |

## Галерея

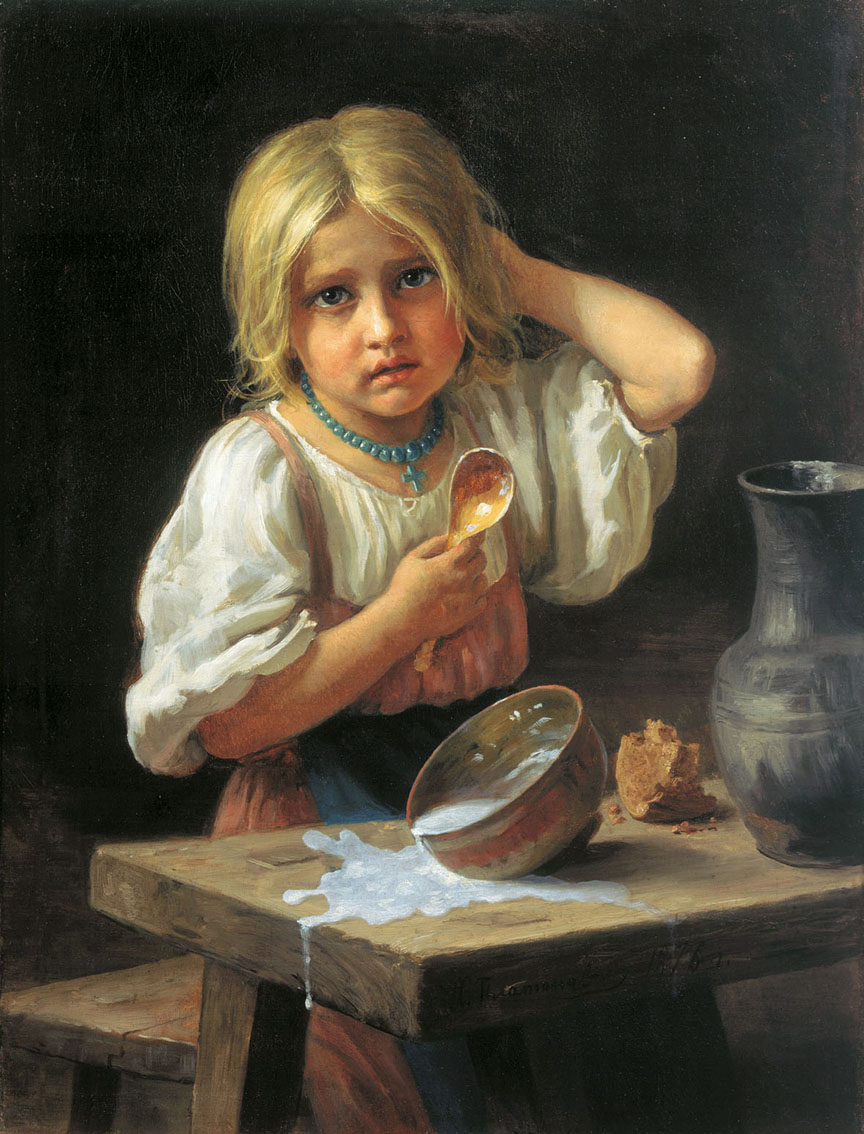
«Крестьянская девочка» (Молоко пролила), (1876), холст, масло — Томский областной художественный музей.
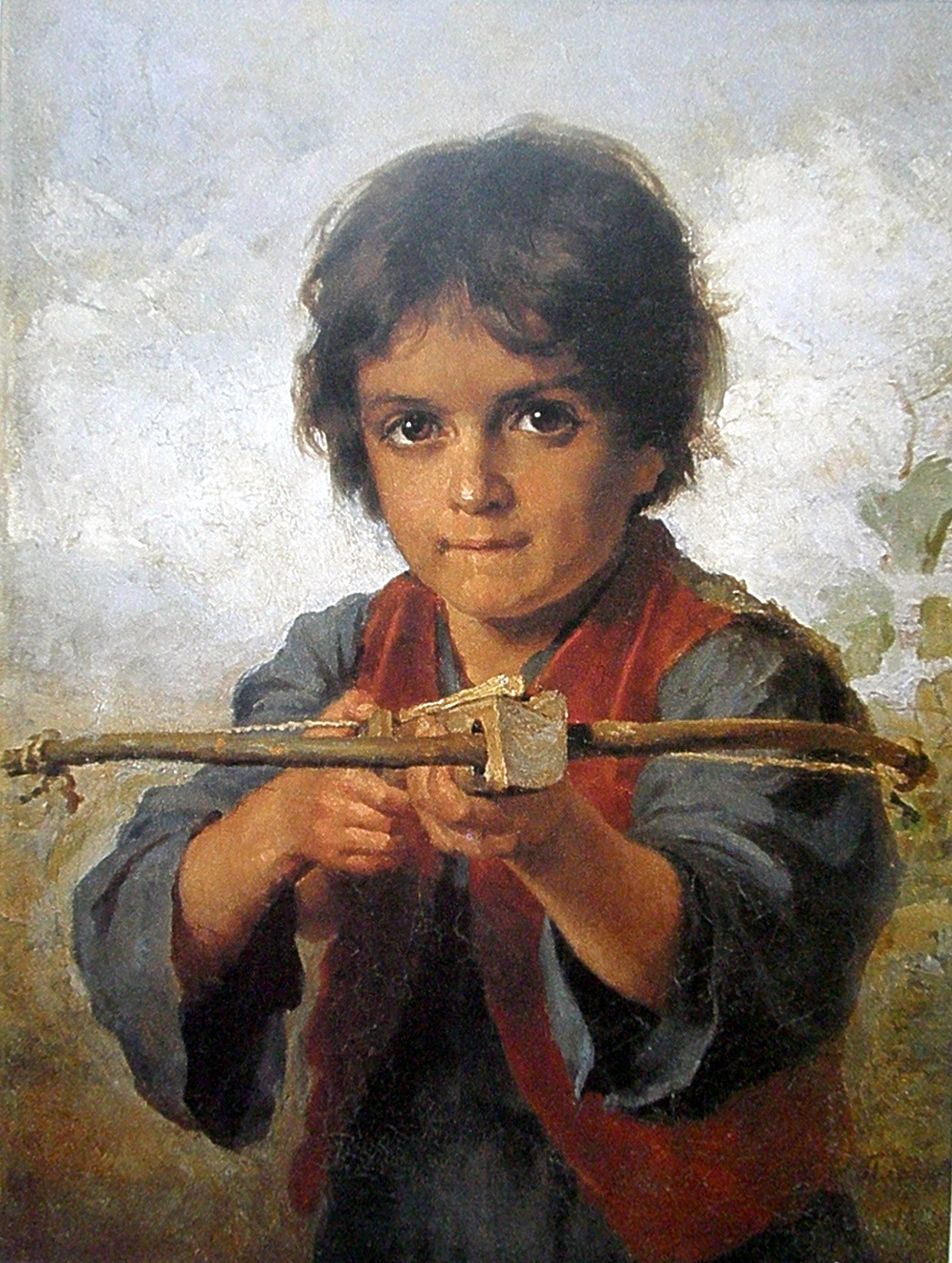
«Мальчик, стреляющий из лука», (1878), холст, масло — Новгородский государственный объединенный музей-заповедник.
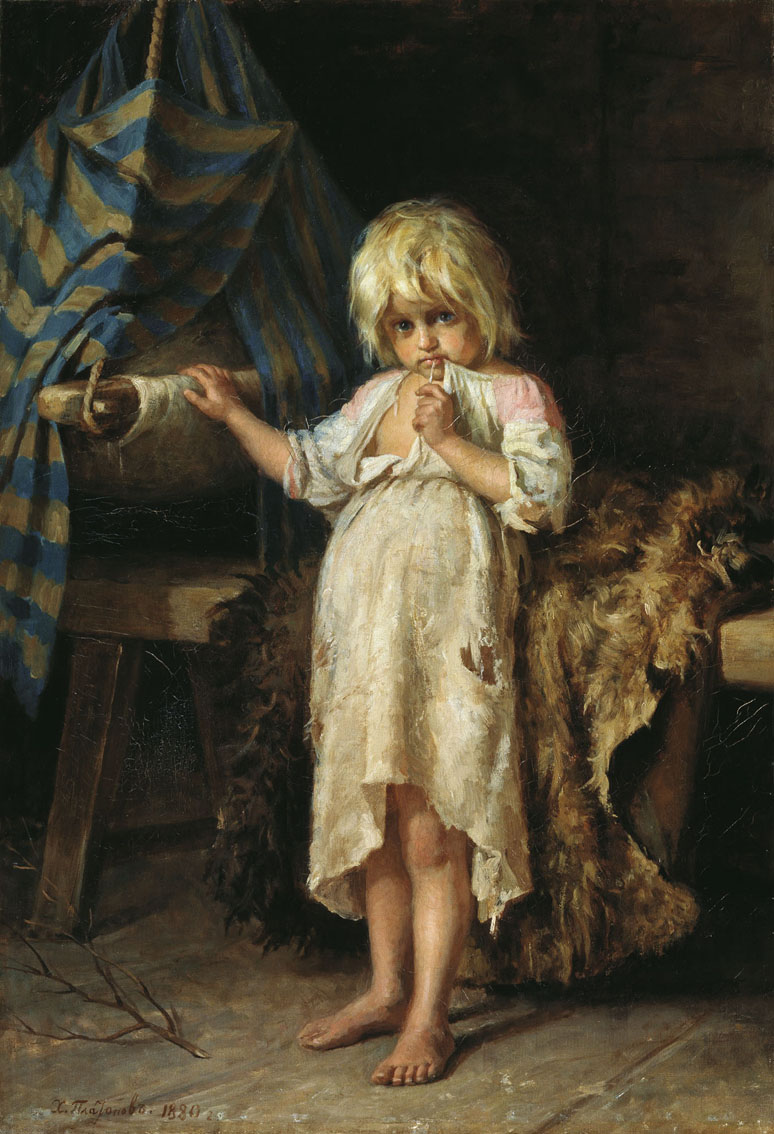
«Маленькая няня», (1880), холст, масло — Иркутский областной художественный музей имени В. П. Сукачёва.
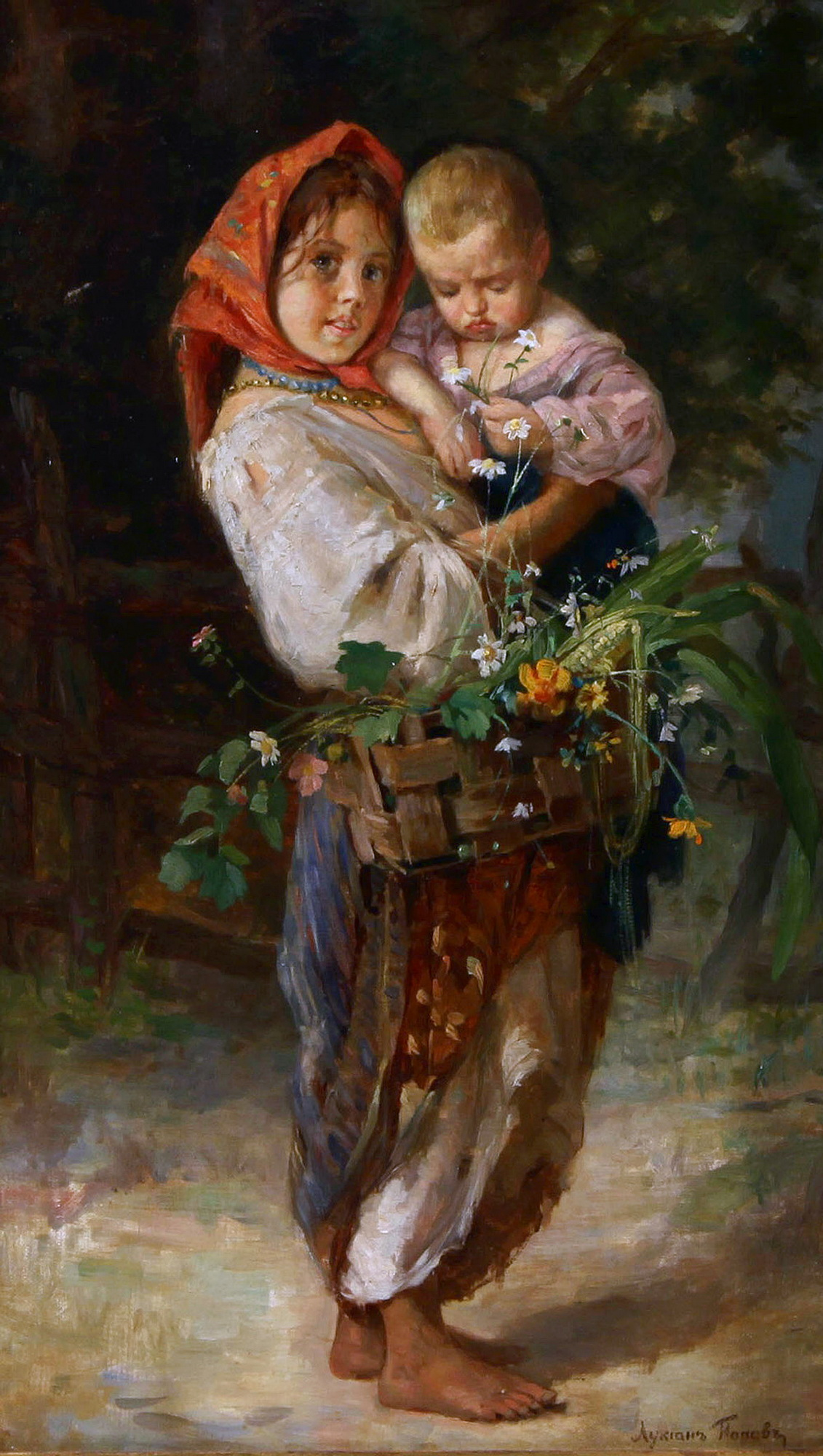
«Наймичка», (1886), холст, масло — Государственный Русский музей.
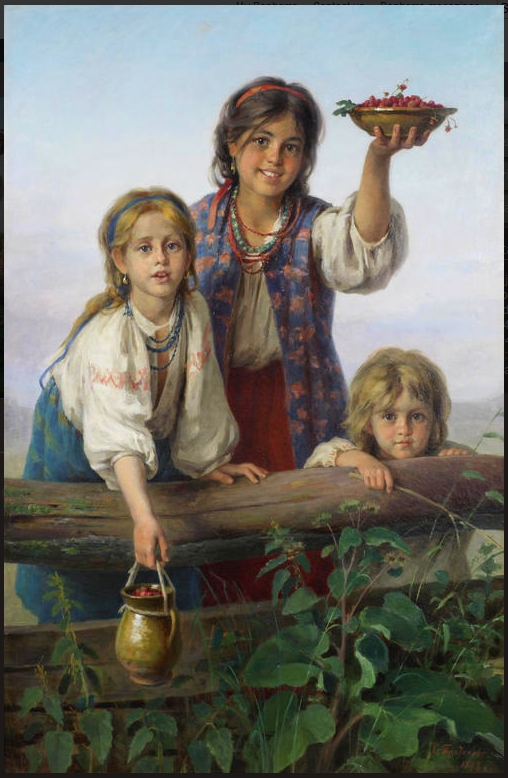
«Купите ягод!», (1888), холст, масло — частное собрание.
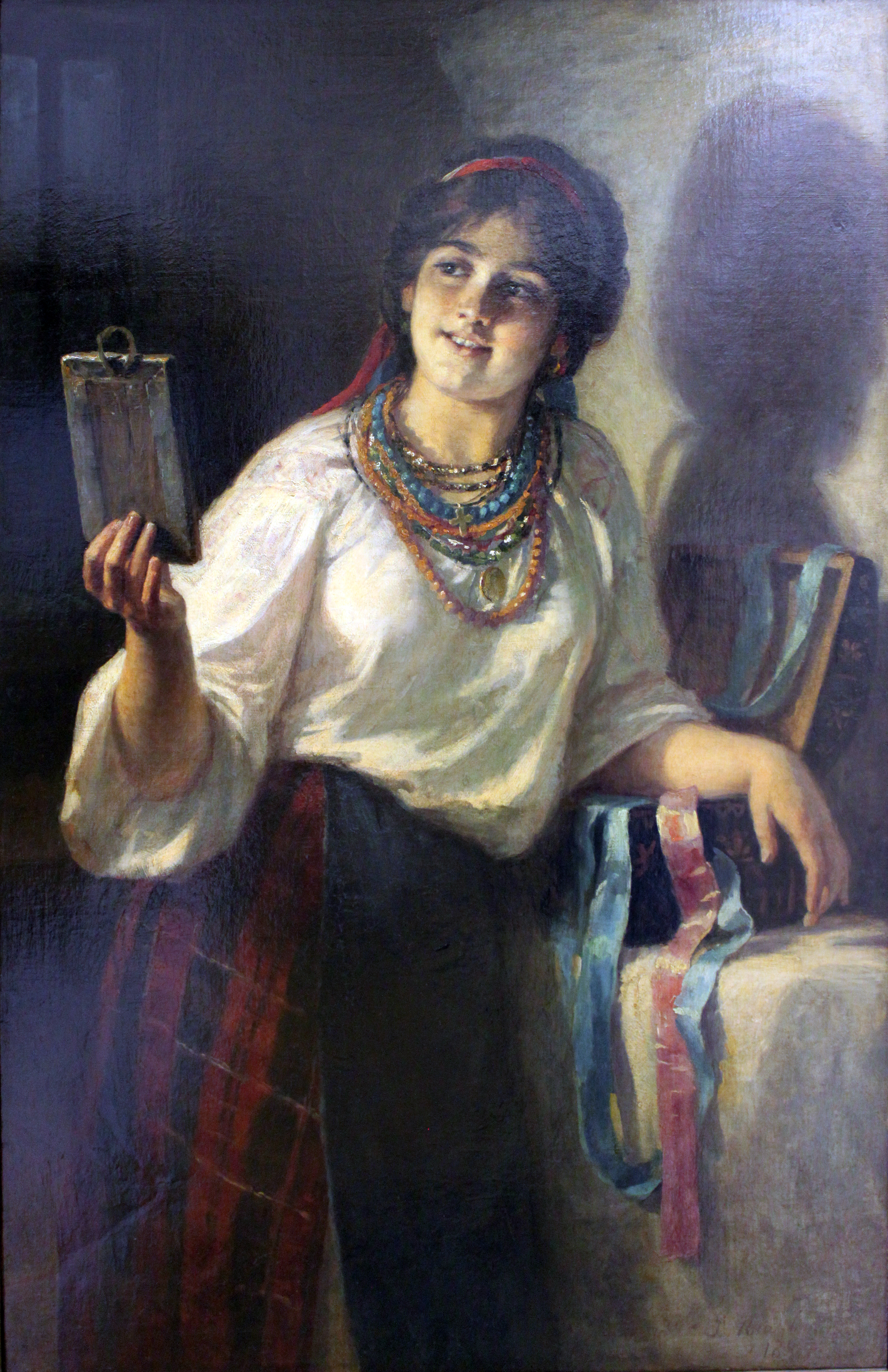
«Оксана» (Из повести Н. В. Гоголя «Ночь перед рождеством», (1888), холст, масло — Екатеринбургский музей изобразительных искусств.

## Комментарии
1. ↑  Деревня Ворона находилась в 23 верстах от Мологи и относилась ко 2-му стану Моложского уезда; утрачена при создании Рыбинского водохранилища[7], ныне — территория Рыбинского района Ярославской области.